# Windsorina
Windsorina là một chi thực vật có hoa trong họ Rapateaceae.